# Kumkapı-Demonstration
Die Kumkapı-Demonstration (türkisch Kumkapı Gösterisi) fand im Bezirk Kumkapı der Stadt Istanbul am 27. Juli 1890 statt. Sie führte zu Scharmützeln, bei denen mehrere Personen, darunter ein Offizier der türkischen Polizei, getötet wurden. Viele weitere wurden verwundet. Ziel der Demonstrationen war es, Armenier wachzurütteln und die Hohe Pforte auf die Leiden der Armenier aufmerksam zu machen.

## Hintergrund
Gegen Ende des 19. Jahrhunderts begannen armenische Revolutionsgesellschaften damit, für demokratische Reformen zu werben und die europäische Aufmerksamkeit auf die Armenierfrage zu lenken. Vor allem die Sozialdemokratische Huntschak-Partei benutzte die Taktik der Massendemonstrationen, um den Prozess voranzutreiben. 

## Proteste vom 27. Juli 1890
Am 27. Juli 1890 verlasen Harutyun Cangülyan, Mihran Damadyan und Hambartsum Boyacıyan vor einer aufgewiegelten Menge mit Murad von Sebasteia ein Manifest gegen die Gleichgültigkeit des Patriarchats von Konstantinopel der Armenischen Apostolischen Kirche und der Armenischen Nationalversammlung gegenüber der Unterdrückung durch Sultan Abdülhamid II.
Sie brachten bald den Patriarchen Choren I. dazu, sich der großen Menschenansammlung im Yıldız-Palast anzuschließen, um die Umsetzung von Artikel 68 des Berliner Vertrages von 1878 zu erreichen. Als sich die Massen versammelten, kreiste die Polizei die Menge ein und feuerte Schüsse ab, die zum Tod mehrerer Personen führte, darunter ein Polizeioffizier. Viele weitere wurden verwundet.

## Ergebnis
Die Huntschakisten waren der Auffassung, dass die Demonstrationen bei Kumkapı zwar nicht erfolgreich gewesen seien, doch die Aufmerksamkeit der europäischen Mächte geweckt hätten. Zur gleichen Zeit lobte die huntschakistische Presse, obwohl es kein klares Ergebnis gab, den Mut und die Courage der Armenier während des Ereignisses. Ähnliche Demonstrationen in kleinerem Maße folgten die gesamten 1890er Jahre hindurch, führten allerdings zu den Massaker an den Armeniern 1894–1896.